# 坂口聖香
坂口 聖香（さかぐち きよか、1996年2月5日 - ）は、日本の女子自転車競技選手、元女子競輪選手。兵庫県出身。
日本競輪学校（当時。以下、競輪学校）第116期生。競輪選手時代は日本競輪選手会京都支部所属、ホームバンクは京都向日町競輪場。師匠は武田哲二（65期）。
ガールズケイリン選手としては先にデビューした坂口楓華（112期）は実妹。

## 来歴
自転車競技をやっていた父の影響で、楓華とともに姉妹で自転車競技を始める。アマチュア時代は主にシクロクロス、ロードレースと中長距離で活躍。日本体育大学時代の2014年8月のユースオリンピックタイムトライアルで1位、そして2015年12月、2016年12月と2年連続で全日本選手権自転車競技大会シクロクロス1位となるなど実績を残す。その後、妹の楓華がガールズケイリンで活躍する姿に触発され、競輪学校第116期生入学試験を受験し合格。
競輪学校を卒業後、2019年7月8日、奈良FIでデビュー。初勝利は同年8月23日の地元・向日町FI2日目第6レースL級予選2。
決勝にも時々進出するなどしており平均競走得点は50点前後で推移したが、2020年7月1日の松阪FII最終日1Rで失格したのを最後にレースから離れ、以後一度も出走することなく2021年1月20日、選手登録消除。通算戦績74戦4勝。
競輪選手を引退後、全日本選手権自転車競技大会マウンテンバイクやシクロクロスで優勝経験のある沢田時と結婚、沢田姓となる。
結婚後もアマチュアで自転車競技を続けており、沢田聖香として2024年12月のシクロクロス全日本選手権ではエンデューロに出場した。